# Formica yoshiokae
Formica yoshiokae is een mierensoort uit de onderfamilie van de schubmieren (Formicinae). De wetenschappelijke naam van de soort is voor het eerst geldig gepubliceerd in 1933 door William Morton Wheeler.